# Donnell Harvey
Donnell Eugene Harvey (Shellman, 26 agosto 1980) è un ex cestista statunitense, professionista nella NBA, in Europa e in Asia.

## Carriera
È stato selezionato dai New York Knicks al primo giro del Draft NBA 2000 (22ª scelta assoluta).

## Statistiche

### College
| Anno      | Squadra        | PG | PT | MP   | TC%  | 3P% | TL%  | RP  | AP  | PRP | SP  | PP   |
| --------- | -------------- | -- | -- | ---- | ---- | --- | ---- | --- | --- | --- | --- | ---- |
| 1999-2000 | Florida Gators | 37 | 9  | 20,2 | 50,7 | 0,0 | 61,0 | 7,0 | 1,0 | 0,7 | 0,8 | 10,1 |
| Carriera  | Carriera       | 37 | 9  | 20,2 | 50,7 | 0,0 | 61,0 | 7,0 | 1,0 | 0,7 | 0,8 | 10,1 |

### NBA

#### Regular season
| Anno      | Squadra          | PG  | PT | MP   | TC%   | 3P%  | TL%   | RP  | AP  | PRP | SP  | PP  |
| --------- | ---------------- | --- | -- | ---- | ----- | ---- | ----- | --- | --- | --- | --- | --- |
| 2000-2001 | Dallas Mavericks | 18  | 0  | 3,6  | 57,1  | 0,0  | 37,5  | 1,1 | 0,1 | 0,2 | 0,1 | 1,2 |
| 2001-2002 | Dallas Mavericks | 18  | 0  | 9,0  | 53,8  | 0,0  | 45,5  | 2,6 | 0,3 | 0,2 | 0,3 | 2,1 |
| 2001-2002 | Denver Nuggets   | 29  | 4  | 23,4 | 49,2  | 0,0  | 64,7  | 6,2 | 1,1 | 0,6 | 0,7 | 8,0 |
| 2002-2003 | Denver Nuggets   | 77  | 27 | 20,9 | 44,6  | 14,3 | 67,0  | 5,3 | 1,3 | 0,6 | 0,4 | 7,9 |
| 2003-2004 | Phoenix Suns     | 36  | 7  | 12,2 | 47,3  | 0,0  | 79,5  | 2,6 | 0,4 | 0,4 | 0,4 | 3,9 |
| 2003-2004 | Orlando Magic    | 24  | 1  | 14,4 | 40,4  | 0,0  | 66,7  | 3,0 | 0,3 | 0,4 | 0,5 | 4,1 |
| 2004-2005 | N.J. Nets        | 3   | 0  | 5,3  | 100,0 | 0,0  | 100,0 | 2,3 | 0,3 | 0,3 | 0,3 | 2,7 |
| Carriera  | Carriera         | 205 | 39 | 16,2 | 46,0  | 10,0 | 65,9  | 4,0 | 0,8 | 0,5 | 0,4 | 5,6 |

#### Massimi in carriera
- Massimo di punti: 23 vs Memphis Grizzlies (11 dicembre 2002)[1]
- Massimo di rimbalzi: 12 (2 volte)
- Massimo di assist: 5 (2 volte)
- Massimo di palle rubate: 3 (2 volte)
- Massimo di stoppate: 2 (18 volte)
- Massimo di tiri liberi: 7 (2 volte)

## Palmarès
- McDonald's All-American Game (1999)
- CBA Player of the Year (2009)
- CBA Forward of the Year (2009)
- CBA Import Player of the Year (2009)